# Schmalspurbahn Naissaar
| Schmalspurbahn Naissaar | Schmalspurbahn Naissaar |
| ----------------------- | ----------------------- |
| TU6A-1904 (2011)        |                         |
| Streckenlänge:          | etwa 38 km              |
| Spurweite:              | 750 mm (Schmalspur)     |
|                         |                         |

Die Schmalspurbahn Naissaar war eine aus militärischen Gründen errichtete Eisenbahn mit der Spurweite 750 mm auf der estnischen Insel Naissaar (deutsch Nargen, schwedisch Nargö) im Finnischen Meerbusen.

## Geschichte
Die Strecken entstanden im Zusammenhang mit dem Bau der Küstenschutzbatterien für die Seefestung Imperator Peter der Große auf der Insel, um eine feindliche Invasion auf  Reval und Sankt Petersburg zu verhindern. Der Bau des Schienennetzes begann 1913. Das Eisenbahnsystem hatte zudem die Aufgabe, wirtschaftliches Gerät und Ausrüstungsgegenstände auf der Insel zu verteilen.
Obwohl das gesamte geplante Streckennetz bis 1918 noch nicht fertiggestellt war, waren bis dahin etwa 37 km Eisenbahnstrecken gebaut. Es wird angenommen, dass die ersten Lokomotiven auf der Insel die Dampflokomotiven Nr. 1 bis 8 waren. 1915 wurden von der russischen Armee weitere Lokomotiven aus Finnland angeliefert. Als die russischen Streitkräfte 1918 die Insel verließen, wurde ein großer Teil der Gebäude auf der Insel zerstört. Während der Unabhängigkeit Estlands wurde die militärische Aktivität auf der Insel fortgesetzt. Ein Teil der Batterien wurde instand gesetzt, einige wurden neu gebaut. Unnötige Strecken wurden abgebaut. Der größte Teil des Schienennetzes blieb jedoch in Gebrauch. Auf der Insel wurden zwei Lokomotiven und eine unbekannte Anzahl Güterwagen benötigt.
Zwischen 1919 und 1920 wurde eine Lokomotive der Eesti Vabariigi Raudtee (Estnische Eisenbahn – EVR) auf die Insel gebracht und mit der Nummer T. 106 versehen. Da eine zweite Lokomotive benötigt wurde, schickte EVR die aus Finnland stammende Lokomotive Nr. 17 der Marineverwaltung auf die Insel. Neben den Dampflokomotiven gab es auf der Insel zwei Motorlokomotiven. Durch die darauffolgende sowjetische und deutsche Besatzung wurde die Struktur der Eisenbahn nicht wesentlich verändert. Die Deutschen brachten 1941 die Lokomotive H. 121 hierher, die rechtlich der EVR gehörte und vermutlich vorher in Narva oder in der Nähe von Leningrad im Einsatz war. Unter der erneuten sowjetische Besatzung wurde die Insel vollständig dem Militär übergeben. Im Westen des Hafens von Naissaare wurde eine Minenfabrik errichtet, für deren Bedürfnisse das Eisenbahnnetz, das bis heute zum größten Teil erhalten geblieben ist, ausgebaut wurde.
An Lokomotivbaureihen wurden die MUZ4D, MD54/2, MD54/4 und ab den 1980er Jahren die Baureihe TU6A verwendet. Als 1994 die russische Marine die Insel verließ, waren mehrere Strecken nicht mehr nutzbar. Der Hafen konnte jedoch angefahren werden. Die Verwaltung wurde der Gemeinde Viimsi übertragen, die für die Bahn Konzepte für den Transport von Touristen sowie für kommerzielle Anwendungen suchte. Am 3. Oktober 1996 wurde die Eisenbahn als nationales Kulturdenkmal eingestuft.
Die weitere Instandhaltung genügte nicht, um einen sicheren Verkehr zu gewährleisten. Die Situation verschlechterte sich stetig, bis der Verkehr offiziell eingestellt werden musste. Reiseveranstalter boten noch bis 2014 eine Fahrt auf einem kurzen Streckenstück an.